# William Ellison-Macartney
William Grey Ellison-Macartney (ur. 7 czerwca 1852 w Dublinie, zm. 4 grudnia 1924 w Londynie) – brytyjski polityk, w latach 1885-1903 poseł do Izby Gmin, następnie gubernator Tasmanii (1913-1917) i gubernator Australii Zachodniej (1917-1920). 

## Biografia
Był synem Johna Ellisona-Macartneya, posiadacza znaczących dóbr w Irlandii, a ponadto posła w latach 1874-1885. Ukończył Eton College, a następnie studia historyczne na University of Oxford. W 1878 otrzymał prawo wykonywania zawodu adwokata. W 1885 został wybrany do Izby Gmin jako kandydat Partii Konserwatywnej w okręgu wyborczym South Antrim. Już w następnym roku rozpoczął działania zmierzające do powstania w Izbie Gmin osobnej frakcji irlandzkich unionistów, środowiska blisko powiązanego z konserwatystami, lecz w sposób szczególny akcentującego swój sprzeciw wobec osłabiania więzów między Irlandią a Wielką Brytanią. W latach 1895–1900 był wiceministrem w resorcie Admiralicji. 
W 1903 zrezygnował z mandatu parlamentarnego i został wiceprezesem Mennicy Królewskiej. W grudniu 1912 został powołany na urząd gubernatora Tasmanii, który formalnie objął w czerwcu kolejnego roku. W 1917 zakończył swoją kadencję w Hobart, ale wcześniej został już mianowany na analogiczne stanowisko w Perth. 
W 1920 powrócił do Wielkiej Brytanii i przeszedł na emeryturę, w czasie której poświęcał się głównie działalności charytatywnej. Zmarł w wieku 72 lat. 

## Odznaczenia
W 1912 otrzymał Order św. Michała i św. Jerzego klasy Rycerz Komandor, co pozwoliło mu dopisywać przed nazwiskiem tytuł Sir.